# Aphilopota partilis
Aphilopota partilis là một loài bướm đêm trong họ Geometridae.